# Seznam mest v Angoli
Seznam mest v Angoli.
- Ambriz
- Bibala
- Benguela
- Caála
- Cabinda
- Caluquembe
- Camacupa
- Caxito
- Chibia
- Chissamba
- Cuchi
- Cuima
- Dondo
- Gabela
- Ganda
- Gunza
- Huambo
- Jamba
- Kuito
- Lubango
- Lobito
- Luacana
- Luanda (prestolnica)
- Luau
- Lucapa
- Luena
- Malanje
- M'banza-Kongo
- Menongue
- Munhango
- Namibe
- N'dalatando
- N'zeto
- Ondjiva
- Porto Amboim
- Saurimo
- Soyo
- Sumbe
- Tomboa
- Uíge
- Viana
- Waku-Kungo

## 10 največjih mest
1. Luanda - 2.405.600
2. Huambo - 173.600
3. Lobito - 137.400
4. Benguela - 134.500
5. Namibe - 132.900
6. Kuito - 88.700
7. Lubango - 75.800
8. Malanje - 71.600
9. M'banza-Kongo - 67.600
10. Uíge - 49.000